# Rosa Garcia-Faria Esparducer
Rosa García-Faria (Barcelona, 1914 — Barcelona, 8 de gener de 1996) fou una violinista catalana. Era filla d'Eulàlia Esparducer i Alfred García-Faria, i neboda de Pere García Faria.

## Formació
Començà ben aviat els estudis musicals: als cinc anys ja rebia classes de solfeig, violí i piano i als set anys, orientada pel professor Mathieu Crickboom, que havia tingut ocasió d'escoltar-la, començà les de violí amb la prestigiosa professora Germaine de Aranda Constantin. Als deu anys continuà els seus estudis amb el mestre Marià Perelló a l'Acadèmia Marshall, després al Conservatori del Liceu i després de nou a l'Acadèmia. El 1927, amb un jurat presidit per Joan Manén, obtingué el premi Parramon.
Un any després, el 1928, participà com a solista en alguns concerts a la sala Mozart en benefici de l'Associació Mundial per a la Defensa de la Dona, i a l'Institut de Cultura i Biblioteca Popular de la Dona, i es revelà com una instrumentista de tècnica segura, amb temperament i musicalitat.

## Carrera musical
El 1930 inicià una carrera fulgurant després de debutar amb l'orquestra de Pau Casals al Palau de la Música, per a l'Associació de Música de Càmera. Convertida en una concertista prestigiosa era sol·licitada per a tota mena d'esdeveniments musicals: el Comitè de l'Exposició de Barcelona i les Associaclons del país requerien la seva col·laboració. Actuà amb l'Orquestra Clàssica de Barcelona, que dirigia Josep Sabater, interpretà repertoris que implicaven dificultat, com el Concert Manén, després que Joan Manén s'interessés pel seu virtuosisme i la reclamés com a solista per al seu Concert Espanyol.
En aquells anys també formava part de l'Orquestra Femenina, creada entorn del Conservatori Femení, i el juny de 1933 tocà a l'estudi Masriera. Després de presentar-se al Teatre Poliorama, en un cicle organitzat pels Concerts Catalònia, la seva brillant carrera professional la portà a València i Madrid, on actuà amb l'Orquesta Filarmónica, dirigida pel mestre Pérez Casas.   
Al llarg dels anys 40, tocà a l'escenari del Palau de la Música o del Casal del Metge amb l'Orquestra Professional de Càmera, dirigida per Enric Casals, i amb l'Orquesta Filharmònica de Barcelona, dirigida per Cèsar Mendoza Lasalle, Conrad Bernhard, o pels mestres Josep Maria Roma i Àngel Colomer, en els Festival Beethoven. Tocà al costat de la soprano Montserrat Urgello les pianistes Alícia de Larrocha, Rosa Sabater i Antònia Pich Santasusana. Participà en el Foment Musical de Barcelona, on presentà la música de William Walton. En aquells anys feu gires per diversos punts del país: Andalusia, Galícia, Bilbao, País Basc, Canàries.
Un cop casada, la seva activitat disminuí, tot i que no deixà mai el violí ni els escenaris. Tocà en una sèrie de concerts de febrer de 1955 ―un dels quals fou en homenatge al violinista Vicenç Plantada―, amb l'Orquestra Filharmònica, dirigida per Piero Gamba, i acompanyament del pianista Leopold Querol. Participà en alguns concerts de l'Associació de Divulgació Musical i de les Joventuts Musicals. En la dècada dels 60 reaparegué com a solista al Palau de la Música, amb l'Orquestra Simfònica dirigida per Joan Pich Santasusana, per estrenar un concert del senyor Muñoz Gomis i interpretar de nou Paganini. Alguna actuació privada o en entitats culturals com l'Institut Italià de Cultura o l'Ateneu Barcelonès constitueixen la seva activitat musical en aquests anys.
La crítica i el públic sempre l'havien elogiat com una intèrpret de tècnica molt depurada i elegant, amb un gran coneixement de l'instrument que li permetia encarar les peces més compromeses i del qual obtenia, amb temperament i intuïció, una bella sonoritat.

## Activitat pedagògica i acadèmica
Més enllà de la seva carrera com a concertista, es dedicà també a la pedagogia musical. Entre els seus alumnes hi hagué el violinista i compositor Jordi Cervelló, que va rebre les seves classes a partir de 1941; la violinista Maria Ventosa, que obtingué el Premi Parramon el 1933; els alumnes del Conservatori de Màlaga J. Antonio Pérez Ruiz i Elvira Hurtado de Mendoza.  
El 1947 entrà a formar part de l'equip de professors del Conservatori de Màlaga; primer com a professora de música de cambra i a partir del 1951 com a interina en la plaça de catedràtica de violí. A punt d'obtenir la càtedra, a la qual concorria el juny de 1952 com a única aspirant, va renunciar-hi per casar-se –l'octubre de 1952― amb Enric Tolosa i Giralt, i quedar-se definitivament a Barcelona. A partir d'aleshores es farà anomenar Rosa Garcia-Faria de Tolosa i reduirà el nombre d'actuacions. Malgrat la intenció del Conservatori malagueny de recuperar-la, amb el nomenament de catedràtica honorària, ja renunciarà a la seva activitat acadèmica, una etapa que recordarà sempre com una de les més felices de la seva vida.

## Fons
- La Biblioteca de Catalunya conserva Documentació de Rosa García-Faria.